# Johann Wilhelm Mangold
Johann Wilhelm Mangold (20 de novembre de 1735 a Groß-Umstadt, † 16 de juliol de 1806 a Darmstadt) fou un violinista alemany del classicisme. Era fill de Johann Eric, germà de Max i pare de Daniel August i Georg, aquest dos últims també músics.
Formà part de la capella de música del gran duc de Hesse-Darmstadt, i es distingí com a violinista i professor d'instruments diferents.